# Кандийохи (окръг, Минесота)
Окръг Кандийохи (на английски: Kandiyohi County) е окръг в щата Минесота, Съединени американски щати. Площта му е 2233 km², а населението - 41 203 души (2000). Административен център е град Уилмар.